# Piotr Rocki
Piotr Rocki (ur. 11 stycznia 1974 w Warszawie, zm. 1 czerwca 2020 w Bytomiu) – polski piłkarz, występujący na pozycji pomocnika oraz napastnika.

## Kariera
Przed przyjściem do Legii w 2008 grał w Polonezie Warszawa, MTS Marcovii Marki, Polonii Warszawa, Hetmanie Zamość, Górniku Zabrze, Odrze Wodzisław Śląski i Dyskobolii Grodzisk Wielkopolski.
Przed sezonem 2008/2009 przyszedł do Legii Warszawa. W drugim spotkaniu dla stołecznego zespołu (20 lipca 2008) Rocki został bohaterem finału Superpucharu Polski – w 87. minucie spotkania zdobył bramkę na 2:1 w meczu z Wisłą Kraków, przypieczętowując tym samym zdobycie trofeum przez Legię. Rockiemu nie przedłużono kontraktu z Legią Warszawa. Po sezonie 2008/2009 „Rocky” odszedł ze stołecznego klubu. 30 czerwca 2009 roku popularny Rocky podpisał kontrakt z Podbeskidziem Bielsko-Biała występującym w I lidze. 28 lipca 2010 roku podpisał roczny kontrakt z Ruchem Radzionków.
W Odrze Wodzisław Śląski Piotr Rocki zasłynął jako zawodnik wykonujący oryginalne „cieszynki” po strzeleniu bramki, np. po zdobyciu gola, w meczu przeciwko Wiśle Kraków odegrał Lajkonika, zaś przeciwko Lechowi Poznań udawał parowóz, biegając po całym boisku. Kiedy Odra Wodzisław została mistrzem jesieni trener Ryszard Wieczorek pasował Rockiego i kolegów z drużyny na „rycerzy jesieni”.

## Śmierć
31 maja 2020 roku Rocki trafił w ciężkim stanie do szpitala po pęknięciu tętniaka mózgu. Dzień później zmarł w godzinach wieczornych. Miał 46 lat. Po ceremonii pogrzebowej, urna z prochami piłkarza spoczęła na cmentarzu parafii św. Franciszka w Zabrzu.

## Życie prywatne
Był kibicem Legii Warszawa.

## Sukcesy
- Puchar Polski z Dyskobolią Grodziskiem Wielkopolskim (sezon 2006/07)
- Puchar Ligi z Dyskobolią Grodziskiem Wielkopolskim (sezon 2006/07)”
- Puchar Ligi z Dyskobolią Grodziskiem Wielkopolskim (sezon 2007/08)
- Superpuchar Polski z Legią Warszawa (sezon 2008/09)